# Planande båt
Planande båt kallas en båt vars skrov är konstruerat så att båten kan plana, det vill säga att vid en viss hastighet, planingshastigheten, lyfts en större del av skrovet ovanför vattenytan. Det gör att motståndet från vattnet minskar. Planande båtar kan enkelt få högre hastigheter om effekten på motorn ökar medan båttyper som inte planar, så kallade deplacementsbåtar, inte får någon markant ökning av hastigheten med högre effekt efter att de nått en maximal jämviktshastighet. Planande båtar är känsliga för vågor, då de kan lyfta på en våg och sedan landa hårt i vattnet.